# Anytè
Anytè (en grec ancien : Ἀνύτη / Anútē), aussi appelée Anytè de Tégée, est une poétesse grecque du IIIe siècle av. J.-C., originaire de Tégée en Grèce. Une vingtaine de ses épigrammes ont été conservées dans l'Anthologie palatine.

## Biographie
Anytè est née à Tégée en Grèce. Elle pratique en tant que poète vers 300 av. J.-C. et est auteure de poèmes d'inspiration lyrique et épique. Également prêtresse, elle retranscrit les oracles du dieu Asclépios. À la suite d'une vision dans laquelle le dieu lui demande d'apporter une tablette contenant un texte que seul Thalysies est en droit de lire, elle voyage vers Naupacte. Pourtant devenu aveugle, l'homme recouvre la vue en recevant la tablette. Sa vie n'est pas autrement connue.

## Œuvre
Anytè était connue dans l'Antiquité pour sa poésie lyrique et épique, mais il ne reste rien de cette partie de son œuvre.
Une vingtaine d'épigrammes d'Anytè, en majorité des épitaphes, ont été conservées dans l'Anthologie Palatine, ce qui en fait l'œuvre d'une poétesse grecque la plus complète que l'on ait conservée, après celle de Sappho, et permet d'attester de son influence majeure dans ce genre poétique. Antipater de Thessalonique la range au nombre des neuf muses terrestres et la qualifie d'« éloquente » et d'« Homère de son sexe »,. Cette référence à Homère est justifiée par l'utilisation du genre de l'épigramme funéraire, qui renvoie aux célébrations épiques des morts héroïques, et par l'usage dans ses épigrammes d'un vocabulaire homérique. Anytè innove cependant en transposant cette tradition littéraire dans un domaine privé et spécifiquement féminin, celui de la mère pleurant la mort de sa fille (Anthologie palatine, Livre VII, 486, 490, 649).

« Bien souvent sur cette tombe, Clino, la mère d'une jeune fille qui vécut peu de temps, appelle éplorée son enfant chérie, invoquant l'âme de Philénis qui, avant l'hymen, est prématurément descendue sur les bords de l'Achéron. »

— Anthologie palatine, livre VII, 486 (trad. Fr. Jacobs)
Cette innovation dans l'expression d'un point de vue féminin se manifeste aussi avec ses épitaphes consacrées à des animaux, les premières du genre que l'on connaisse dans la littérature grecque.

« Tu es donc morte, ô Maera, près d'un buisson épais, jeune Locrienne, la plus rapide des chiennes aux voix aimées. Qu'il était subtil et funeste, le poison qu'injecta dans ta patte légère une vipère au cou tacheté ! »

— Anthologie palatine, appendice, 6 (trad. Fr. Jacobs)
Anytè semble aussi avoir été la première, parmi les poètes hellénistiques, à introduire la description bucolique dans le genre de l'épigramme, peu de temps avant Théocrite, généralement considéré comme le précurseur de la poésie pastorale.

« Passant, sous ce rocher repose tes membres fatigués ; un doux zéphyr y murmure à travers le feuillage. Bois à cette source dont l'eau jaillit pure et fraîche. Certes, ce lieu de repos doit être, par une chaleur brûlante, bien agréable aux voyageurs. »

— Anthologie palatine, XVI, 228 (trad. Fr. Jacobs)
Pour Yves Battistini, le style et la sensibilité d'Anytè évoquent la poésie du XVIIe siècle français.

## Traductions
- Renée Vivien dans Les Kitharèdes (A. Lemerre, 1904)
- Marguerite Yourcenar dans La Couronne et la Lyre (Poésie/Gallimard, 2201)

## Postérité

### Art contemporain
- Anytè de Tégée figure parmi les 1 038 femmes référencées dans l'œuvre d’art contemporain The Dinner Party (1979) de Judy Chicago. Son nom y est associé à Sappho[10],[11].

### Astronomie
- Deux cratères d'impact sont nommés en son honneur : le cratère vénusien Anicia depuis 1991[12], et le cratère mercurien Anyte depuis 2017[13].